# Herb powiatu zambrowskiego

Herb powiatu w latach 2000-2018

Herb powiatu zambrowskiego – jeden z symboli powiatu zambrowskiego, którego obecna wersja, autorstwa Roberta Szydlika, została ustanowiona 12 czerwca 2018.

## Wygląd i symbolika
Herb przedstawia na tarczy w polu czerwonym pół orła srebrnego ze złotym dziobem i złotymi przepaskami zakończonymi trójliśćmi a pod nim czarną głowę żubra. Jest to połączenie orła mazowieckiego i symbolu z herbu Zambrowa.